# Amedia
Amedia AS er Norges næststørste mediekoncern (efter Schibsted), der blev etableret i 27. maj 1948 under navnet Norsk Arbeiderpresse. Fra 1994 til 2012 hed koncernen A-pressen. Den skiftede navn til Amedia i 2012 i forbindelse med opkøbet af og fusionen med Edda Media (det tidligere Orkla Media).
Amedia ejer over 100 norske medier, primært lokal- og regionalaviser samt tilhørende netaviser og trykkeri, og lokalradio. Det ejer desuden 20 % af den svenske koncern Bonnier News. Amedia købte i december 2011 Edda Media. Amedia havde indtil januar 2012 en aktiepost på 50 % i TV 2 Gruppen.
Ved udgangen af 2012 havde Amedia 3.500 ansatte. Anders Opdahl er administrerende direktør, og André Støylen er formand. Hovedsædet ligger i Oslo.
Amedia havde i perioden efter 2012 stor succes i Norge, især med at omstille traditionelle aviser til digitale medier. Den norske medieanalytiker Geir Terje Ruud udtalte i 2024, at Amedia muligvis var "den koncern i verden med lokale medier, der er lykkedes bedst digitalt".
I december 2024 overtog Amedia Berlingske Media fra belgiske
DPG Media.

## Aviser

### Norske aviser
- Avisen Agder
- Akershus Amtstidende
- Arbeidets Rett
- Aura Avis
- Aust Agder Blad
- Avisa Oslo
- Avisa Nordland
- BodøBy.no
- Bergensavisen
- Bygdebladet
- Bygdeposten
- Dalane Tidende
- Drammens Tidende
- Eikerbladet
- Enebakk Avis
- Fanaposten
- Finnmark Dagblad
- Finnmarken
- Finnmarksposten
- Firda
- Firdaposten
- Fredriksstad Blad
- Fremover
- Gjengangeren
- Gjesdalbuen
- Glåmdalen
- Hadeland
- Halden Arbeiderblad
- Hardanger Folkeblad
- Helgelendingen
- Haugesunds Avis
- Indre Akershus Blad
- iFinnmark
- iSandnessjøen
- Jarlsberg
- Jærbladet
- Kragerø Blad Vestmar
- Kvinnheringen
- KRS
- Laagendalsposten
- Lierposten
- Lofotposten
- Lofot-Tidende
- Lyngdals Avis
- Moss Avis
- Nettavisen
- Nidaros
- Nordhordland
- Nordlys
- Senja 247
- Nordstrands Blad
- Oppland Arbeiderblad
- Toten Idag
- Porsgrunns Dagblad
- Rakkestad Avis
- Rana Blad
- Ringerikes Blad
- Ringsaker Blad
- Rjukan Arbeiderblad
- Romerikes Blad
- MittJessheim
- MittLillestrøm
- MittLørenskog
- Sandefjords Blad
- Sandnesposten
- Sarpsborg Arbeiderblad
- Smaalenenes Avis
- Sogn Avis
- Solabladet
- SolungAvisa
- Strandbuen
- Svelviksposten
- Sydvesten
- Telemarksavisa
- Telen
- Tidens Krav
- Tvedestrandsposten
- Tønsbergs Blad
- Vestviken 24
- Varingen
- Vaksdalposten
- Vestby Avis
- Østlandets Blad
- Østlands-Posten
- Østlendingen
- Øyene
- Ås Avis
- Åsane Tidende
- Avisa Hordaland
- Kronstadposten
- RA Stavanger
- Nationen
- Karmøynytt
- iHarstad
- Hammerfestingen
- Sør-Varanger Avis
- Akersposten
- Bodø Nu
- Rana No
- Bondebladet (avis)
- Norsk Landbruk (tidsskrift)
- Traktor (tidsskrift)
- Sagene Avis
- Nordre Aker Budstikke
- Gaula
- Budstikka
- Røyken og Hurums Avis
- Sande Avis

### Danske medier
- Berlingske
- B.T.
- Weekendavisen
- Euroinvestor

## Partneraviser
- Bladet Vesterålen
- Drangedalsposten
- Eidsvoll Ullensaker Blad
- Frostingen
- Gudbrandsdølen Dagningen
- Hamar Arbeiderblad
- iLevangeri
- Inderøyningen
- iVerdal
- Lokalavisa Trysil - Engerdal
- Meråkerposten
- Namdalsavisa
- Norddalen
- Nye Troms
- Raumnes
- Snåsningen
- Stangeavisa
- Steinkjer-Avisa
- Trønder-Avisa
- Valdres

## Direktører
- Johan Ona 1948–1974
- Einar Olsen 1974–1987
- Alf Hildrum 1987–2007
- Even Nordstrøm 2007–2010
- Thor Gjermund Eriksen 2010–2012
- Glenn Veiby (konstitueret) 2012–2013
- Are Stokstad 2013–2020
- Anders Opdahl 2020 –